# Halimocnemis
Halimocnemis là chi thực vật có hoa trong họ Amaranthaceae.